# Alessandro Rossi
Alessandro Rossi (Rímini, 10 de agosto de 1967) es un político sanmarinense que se desempeña como capitán regente (doble jefe de Estado) de San Marino del 1 de abril al 1 de octubre de 2024, junto a Milena Gasperoni. Rossi se desempeñó anteriormente como capitán regente del 1 de abril al 1 de octubre de 2007, junto con Alessandro Mancini.
Rossi es miembro de la Izquierda Unida.